# Бу-Саада
35°12′30″ пн. ш. 4°10′26″ сх. д. / 35.208333333333° пн. ш. 4.1738888888889° сх. д.
Бу-Саада (араб. بو سعادة, bu s'adah, що означає «місце щастя») — місто та муніципалітет у вілаєті Мсіла в Алжирі, розташоване на відстані 245 км на південь від міста Алжир. В античний період тут було римське поселення Арена. У 2008 році населення муніципалітету становило 134 000 осіб.

## Географія
Бу-Саада розташована на південному заході регіону Годна на Верхньому плато, біля підніжжя хребта Улед-Наїл Сахарського Атласу.
Бу-Саада традиційно був важливим ринковим містом, де виробляли та продавали ювелірні вироби, металеві вироби, килими та ножі босааді. Також у місті є текстильна фабрика. Навіть у наш час Бу-Саада є важливою торговою точкою для кочівників. Існує також національний туризм взимку. Бу-Саада з'єднана дорогою з іншими міськими центрами: Мсіла за 70 км на північний схід, Біскра — за 175 км на схід, Бордж-Бу-Арреридж за 130 км на північний схід і Джельфа за 120 км на південний захід. Бу-Саада має два квартали: стару медину (ксар) у стінах міста з арочними провулками та французьке місто на півдні. Навколо міста розташовані великі фінікові гаї.

## Церковна історія
Місто Арена була досить важливою в пізньоримській провінції Мавританія Цезарейська, ставши резиденцією одного із багатьох суфраганів митрополичого архієпископства її столиці Кесарія Мавританська; Місто знищене внаслідок арабського завоювання Північної Африки.
Єпархія була номінально відновлена в 1933 році як католицький титулярний єпископат.
Він мав наступних посадовців відповідного єпископського (найнижчого) рангу.
- Луїс Антоніо де Алмейда (1935.10.04 — 1941.04.19)
- Джозеф-Конрад Шомон (1941.06.28 — 1966.10.08)
- Дьєрдь Земплен (1969.01.10 — 1973.03.29)
- Роже-Еміль Обрі, редемпторист (C.SS.R.) (1973.06.14 — 2010.02.17)
- Маріо Антоніу да Сілва (2010.06.09 — …), єпископ-помічник Манауса (Бразилія)

## Наскальне мистецтво
У муніципалітеті, неподалік від села Бен-Сур, є кілька петрогліфів, що представляють археологічний інтерес.